# ナイチンゲール像
ナイチンゲール像（ナイチンゲールぞう）は、イギリスの看護師・社会起業家・統計学者・看護教育学者であるフローレンス・ナイチンゲールの像。特に著名なものは、彼女の故国イギリスのロンドン・ウォータールー広場に建立された像である。
このウォータールー広場の像のレプリカが、同じロンドンの聖トーマス病院ナイチンゲール看護学校の構内（現在は病院内）、および日本の兵庫県川西市に存在する。
本記事ではそれぞれについて説明する。

## ウォータールー広場の像

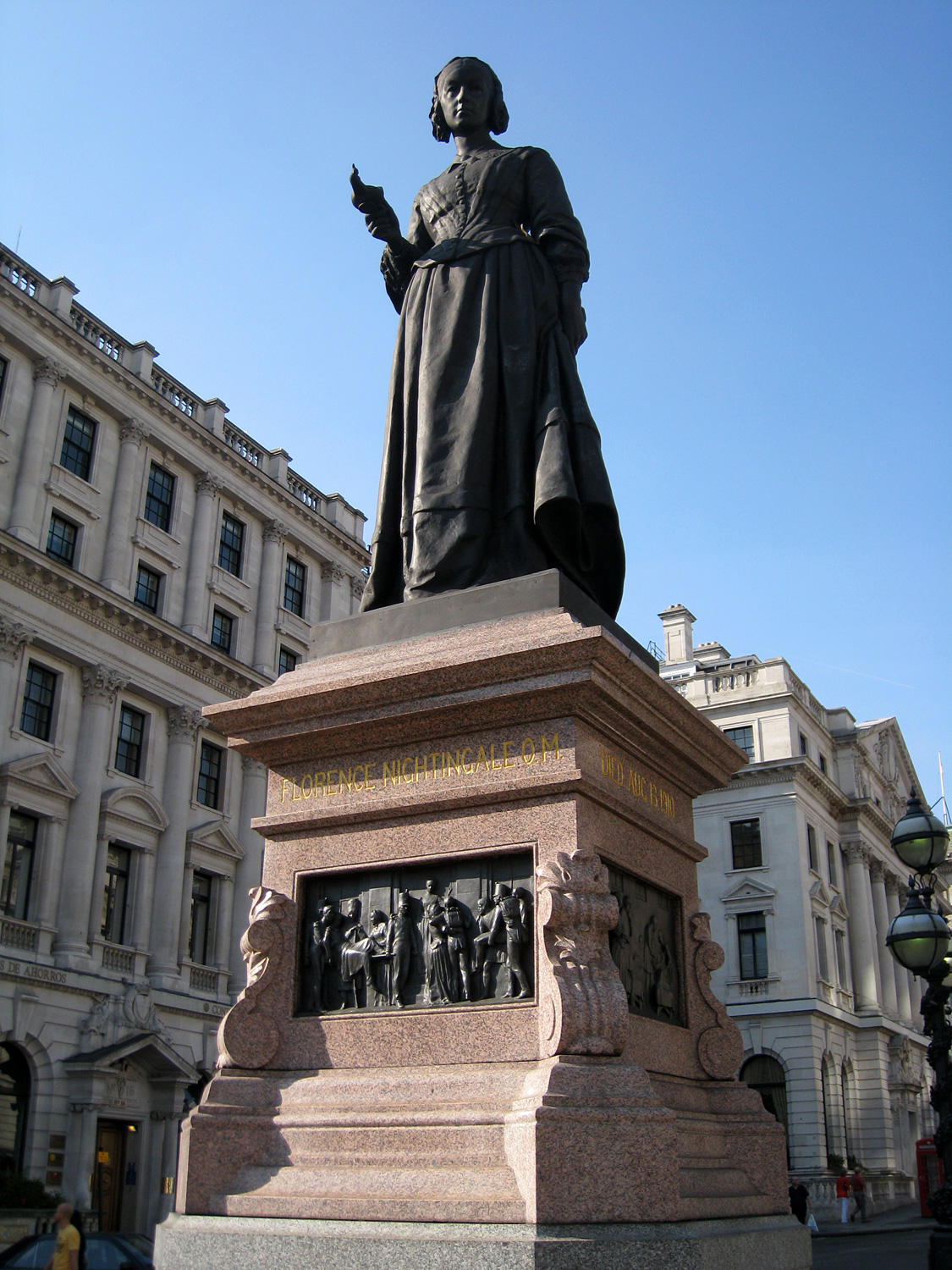
ウォータールー広場の像

1915年に、前年に広場に移設されたシドニー・ハーバート (初代ハーバート・オブ・リー男爵)（クリミア戦争時の戦時大臣）像に隣接する形で
建立され、近くの近衛兵クリミア戦争記念碑（ハーバートとナイチンゲールの像を建立するために北側に移動）と合わせたクリミア戦争の記念碑となった。像の作者はアーサー・ジョージ・ウォーカーである。

## ナイチンゲール看護学校の像
1958年に、ウォータールー広場の像を模してフレデリック・マンシーニ（1905年 - 1990年）によって制作された、等身大に近い像が設置された。しかし像は1970年に盗難に遭い、1975年に複製品が改めて作られた。当時はテラスに設置されていたが、2000年に併設されている聖トーマス病院の中央ホールに移設された。

## 川西市の像
川西市花屋敷に1936年8月13日に建立された。土地所有者だった中山通幽（宗教法人「福田海」（ふくでんかい）創始者）が、日本赤十字病院での療養中に受けた看護に感動して建立したとされる。こちらも等身大に近いサイズの像である。像の前では毎年5月に「生誕祭」が開催され、看護学校生が参加する。